# Realització
La realització és el procés pel qual es crea un producte audiovisual i comprèn des de l'etapa de desenvolupament del mateix fins a la distribució. Per tant, és la disciplina encarregada de portar a terme la posada en escena d'una obra audiovisual.
La realització suposa assumir decisions tant a nivell artístic com productiu i la limitació únicament ve donada pels mitjans tècnics disponibles (pressupost del qual es disposa i l'equip amb el que es disposa) i pels requisits de programació. En el cas de grans produccions en què estan involucrades importants empreses productores pot estar limitada per la mateixa línia editorial i ideologia de qui encarrega el producte.
Independentment del tipus de producte, en general, un procés de realització segueix les següents etapes:
- Elaboració de la idea i guió o tractament
- Recerca d'inversors
- Contractacions i firma de contractes

## Preproducció
- Elaboració del guió tècnic i storyboard
- Disseny de la posada en escena
- Disseny de l'escenografia
- Disseny de vestuari
- Disseny del maquillatge
- Disseny de perruqueria
- Establiment dels elements que configuren l'attrezzo
- Reunió amb els caps d'equip
- Recerca de localitzacions
- Càsting d'actors
- Assajos amb actors. Lectura de guió. Assajos guió. Assajos en el set.

## Rodatge
En l'edició on-line el material original s'utilitza en totes les etapes del procés. En l'edició off-line, s'utilitza una còpia del material original (generalment "cremant" - la impressió a la pantalla- el codi de temps) per després acoblar una còpia de treball, que funcionarà com una guia per a crear la versió final (on -line)

## Control de realització
El control de realització o CR és el lloc des del qual es duen a terme els processos necessaris perquè es produeixi la gravació o emissió d'un programa de televisió. Aquest control està compost per una sèrie d'operadors que duen a terme diverses funcions per a la realització del procés, i en ell s'hi troben una sèrie d'aparells electrònics relacionats amb el senyal d'àudio, de vídeo i d'il·luminació. Els operadors són els encarregats de controlar aquestes eines.
- El realitzador és el coordinador del programa, el que decideix quines imatges es punxen i revisa el funcionament correcte de la tasca de la resta d'operadors de l'equip. S'ocupa tant de l'aspecte visual com del contingut del programa.
- L'ajudant de producció és l'operador que prevé i anticipa tot el que passa al plató gràcies a l'escaleta. Hi ha la possibilitat que el realitzador faci la funció d'ajudant de realització. En línies generals la seva tasca consisteix a prevenir els canvis de set, entrades d'aplaudiments, passos a publicitat, control dels temps entre d'altres.
- L'operador de so se sol situar en una cabina a part de la resta de l'equip de producció i s'encarrega de tot el referit al so del programa: Comprovar el funcionament correcte dels micròfons, assegurar el so correcte en vídeos i capçaleres. La taula de mescles[3] de so té estructures de faders, a cada fader es controla el senyal i el volum d'un dispositiu d'àudio. El fader master serveix per a regular tots els faders alhora. El so es regula mitjançant un vúmetre que indica la seva potència. La majoria de taules tenen un llum verd quan els paràmetres de so són els adients.
- El titulador és l'operador que maneja l'ordinador del mateix nom i la funció és transcriure els rètols que hagin d'aparèixer en el programa: nom de les persones que apareixen a les notícies, noms dels presentadors, etc ...
- L'operador de teleprompter és l'encarregat de filtrar al teleprompter les notícies en l'ordre que marca l'escaleta perquè el presentador pugui llegir-les sense deixar de mirar a càmera. És imprescindible en informatius i opcional en programes.
- Él control de càmeres CCU és una cabina a part de la resta de l'equip amb una sèrie de monitors corresponents a les diferents càmeres que hi ha a plató. El CCU controla per control remot diverses funcions de la càmera (diafragma, balanç de blancs, balanç de negres, ...). A més mitjançant un monitor controla el senyal que prové de les càmeres perquè aquesta no surti ni cremada ni fosca.
- L'ìl·luminador s'encarrega d'il·luminar el plató televisiu per tal que els diferents sets que es van a utilitzar mostrin condicions de llum òptimes per a la gravació. La major quantitat de treball se centra en les proves anteriors a l'emissió o enregistrament. Un cop determinada l'estructura, es grava en un suport informàtic. D'aquesta manera, durant el programa (amb les rutines introduïdes a la taula d'il·luminació) la seva única tasca és comprovar que tots els dispositius funcionen correctament i d'acord amb les ordres preestablertes. La Taula de mescles d'il·luminació o dimmer està formada per estructures anomenades faders, que regulen la intensitat del llum a cada focus del plató. Cadascun dels faders està numerat en correspondència amb el seu focus. El fader master serveix per a regular tots els faders alhora. Els dimmers moderns són programables i tenen memòries per poder adequar-se a diferents necessitats d'il·luminació.
- El mesclador executa les ordres del realitzador: passa el senyal d'una càmera a una altra, i punxa directament per tall. Aquest operador disposa de dos monitors, el de previ, on apareix la imatge que es disposa a punxar, i el de programa, on apareix el que s'està punxant en aquell moment.
- L'operador de vídeo és l'encarregat del control de la torre VTR, de llançament de vídeos i l'enregistrament en general.

## Postproducció
- Efectes
- Sonorització
- Muntatge final

## Sortides professionals
- Productor general
- Productor executiu
- Director de producció
- Productor
- Coproductor
- Ajudants de producció
- Secretari de producció
- Auxiliar de producció

## Distribució
- Cinemes
- Festivals de cine
- VHS, DVD O Blu-Ray
- Cadenes de televisió
- Internet

## Llenguatge cinematogràfic
Igual que nosaltres fem servir el llenguatge formal per comunicar-nos i expressar el nostre estat d'ànim en el cinema també hi ha un llenguatge propi. Els professionals del cinema l'utilitzen per expressar-plàstica i estèticament, mostrar una història i transmetre diferents emocions.
El componen varietat d'elements; espai, il·luminació, so, temps, moviment, to i color i també la manera en la que s'utilitzen aquestos.
- Espai: dins aquest component, trobem l'enquadrament, angulació, pla, profunditat de camp i punt de vista
- Il·luminació: depenent del tipus de font i intensitat, utilitzem la llum de manera diferent en relació al gènere cinematogràfic que tractem
- So: aquest pot dictar la qualitat d'una pel·lícula, inclouen la música, els efectes de so i els diàlegs
- Temps: depèn del muntatge i el propi ritme de la pel·lícula
- Moviment: la càmera es pot ubicar en diferents posicions i suports, la selecció de qualsevol dels mètodes determinarà el tipus de moviments que es realitzaran durant la filmació
- To i color: amb això podem definir la sensació que volem que transmeti el film, mitjançant la paleta de colors